# Martyr Loser King
Martyr Loser King je studiové album amerického rappera Saula Williamse. Vydáno bylo v lednu roku 2016 společností Fader Label. Spolu s Williamsem se na jeho produkci podílel Justin Warfield. Jako hosté se na albu podíleli Emily Kokal (píseň „Burundi“) a Haleek Maul („All Coltrane Solos at Once“). Album se umístilo v několika hitparádách časopisu Billboard: mezi nejlepšími R&B a hiphopovými alby na 37. příčce, mezi nezávislými na třicáté, mezi rapovými na 23. a v žebříčku Top Heatseekers na jedenácté.

## Seznam skladeb
1. „Groundwork“ – 4:15
2. „Horn of the Clock-Bike“ – 3:35
3. „Ashes“ – 2:52
4. „Think like They Book Say“ – 3:53
5. „The Bear/Coltan as Cotton“ – 4:18
6. „Burundi“ – 4:05
7. „The Noise Came from Here“ – 2:39
8. „Down for Some Ignorance“ – 2:24
9. „Roach Eggs“ – 4:23
10. „All Coltrane Solos at Once“ – 3:23
11. „No Different“ – 2:28
12. „Homes/Drones/Poems/Drums“ – 3:18